# Eragrostis jacobsiana
Eragrostis jacobsiana là một loài thực vật có hoa trong họ Hòa thảo. Loài này được B.K.Simon mô tả khoa học đầu tiên năm 2005.